# Melanotaenia gracilis
Melanotaenia gracilis é uma espécie de peixe da família Melanotaeniidae.
É endémica da Austrália.